# Шалажа
Шалажа — река в России, протекает в Чеченской Республике. Правый приток реки Асса.
Высота истока — 473,7 м над уровнем моря.

## География
Река образуется около горы Хани-Бало-Нарт слиянием рек Чёрная Шалажа и Белая Шалажа. Течёт на север через сёла Шалажи, Катыр-Юрт и Шаами-Юрт. Устье реки находится напротив села Закан-Юрт в 6,5 км по правому берегу реки Асса. Длина реки составляет 40 км (вместе с крупнейшим из истоков), площадь водосборного бассейна — 258 км². Крупнейший правый приток — река Нетхой (Светлая).

## Данные водного реестра
По данным государственного водного реестра России относится к Западно-Каспийскому бассейновому округу, водохозяйственный участок реки — Сунжа от истока до города Грозный. Речной бассейн реки — Реки бассейна Каспийского моря междуречья Терека и Волги.
Код объекта в государственном водном реестре — 07020001112108200005598.